# Anthrax aygulus
Anthrax aygulus är en tvåvingeart som beskrevs av Fabricius 1805. Anthrax aygulus ingår i släktet Anthrax och familjen svävflugor. Inga underarter finns listade i Catalogue of Life.